# 刺刺龜殼
刺刺龜殼，又名蓝龟壳、藍色龜殼，是瑪利歐賽車系列中的一个道具，初次亮相于1996年发售的《马力欧卡丁车64》，并在之后的系列作品中全数登场。刺刺龜殼在使用后会针对排名首位的玩家，将其赛车撞翻。刺刺龜殼是游戏中的平衡机制——排名越靠后的玩家越有可能在比赛中获得这个道具，让他们有机会减少第一名玩家的领先优势，追上前方玩家。一般而言，排名第一的玩家无法躲避刺刺龜殼的攻击；不过，被针对的玩家也可以在严苛的条件下成功躲避攻击。刺刺龜殼一般在一局比赛中至少会出现一次，摧毁玩家的领先优势甚至让其瞬间由胜转败。

《瑪利歐賽車8》当中的刺刺龜殼，又名蓝龟壳

该道具是游戏的制作人员在有限的硬件性能下试图让玩家从头到尾都能享受游戏而加入的，在后续的系列发展中成为了不可或缺的一部分。自出场起，刺刺龜殼便因其威力巨大且难以躲避而引发争论，进而出名。评论者指出被该道具攻击导致功亏一篑令人感到沮丧，但亦有评论者对该道具表示赞赏，认为它巧妙地平衡了游戏，展现了游戏的深度。刺刺龜殼被认为是电子游戏史上最著名、设计最精妙也是最让人抓狂的道具之一。刺刺龜殼还在瑪利歐賽車系列之外的其他任天堂游戏当中客串出场，甚至引发了社会学的研究与讨论。

## 简介与历史
在马力欧卡丁车系列中，刺刺龜殼是一个带有尖刺的蓝色龟壳。而在马力欧卡丁车系列面世之前，马力欧系列中便已有外观与刺刺龜殼类似的事物：1985年发售的《超级马力欧兄弟》中出现了带刺的红色刺刺龟；1990年发售的《超級瑪利歐世界》中出现了蓝色龟壳的慢慢龟。
刺刺龜殼在马力欧卡丁车系列的第二作《马力欧卡丁车64》当中首次出场。在该作中，除了第一名，其他所有玩家都可以获得该道具。刺刺龜殼发射后会先像普通的龟壳道具一样直线射出，随后开始沿着赛道追赶第一名，撞翻沿路挡道的其他赛车或障碍物。在第四作《双重冲击！！》中，刺刺龜殼变成只有第四名及之后的玩家可以获得，且加上了翅膀，改为在空中飞行，越过障碍物和沿途赛车。之后的作品同时保留了刺刺龜殼可以撞翻沿途赛车和可以飞行的设定，《瑪利歐賽車7》去除了刺刺龜殼的翅膀，但它仍然可以飞行。在较新的作品中，刺刺龜殼在击中第一名的同时会产生爆炸，将第一名的玩家炸翻，而在其爆炸范围内的其他玩家也会受到一定波及。
在《马力欧卡丁车64》中，刺刺龜殼一旦发射，排位第一的玩家便不可能躲开。在后续作品中，刺刺龜殼在苛刻的条件下可以躲开。例如，玩家可以在刺刺龜殼即将砸到自己的时刻使用加速蘑菇躲开攻击，但这需要玩家拥有对应道具，还需要在准确时刻使用道具，非常困难。在《瑪利歐賽車8》中，制作团队增加了一个道具「超级喇叭」，可以摧毁刺刺龜殼。不过，超级喇叭的出现频率非常低，早期玩家曾反映他们在整个游戏过程中只见到过一次。超级喇叭在手机游戏《瑪利歐賽車巡迴賽》上继续登场，让玩家可以摧毁刺刺龜殼。

## 创作
刺刺龜殼是游戏的平衡性机制，让落后的玩家有机会追上领先玩家。制作团队一直希望创作出所有玩家从头至尾都能参与其中的、不到终点线结果就无法预测的赛车比赛体验。在制作《马力欧卡丁车64》的时候，开发团队注意到随着比赛进行，玩家之间的距离被自然拉大。当时开发团队希望将所有玩家重新拉拢在一起，让八辆赛车在屏幕中同时出现，然而任天堂64的机器性能无法满足制作团队的需求，最后改为一路撞翻沿途挡路玩家的刺刺龜殼。Kotaku指出这样设计可以减轻机器的运算负担。
制作团队在制作时考虑了玩家在游玩游戏时的情感波动，故意保留了一些不公平的设计，刺刺龜殼便是其中之一。制作人指出，游戏是否公平是相对的，因人而异，制作团队只能让游戏不过于令人沮丧。制作团队希望玩家虽然会觉得生气，不想再碰马力欧卡丁车，但是第二天、下一周还是会情不自禁打开游戏。制作团队也曾考虑过在游戏中移除刺刺龜殼，但是发现没有刺刺龜殼的游戏感觉缺少了重要的部分，最后决定将其保留在游戏当中。不过，制作团队亦在寻找解决刺刺龜殼带来的平衡性问题的方案，其中一个可能的方案是无道具比赛模式。

## 评价与影响
刺刺龜殼是游戏中的一个不受玩家自身控制的元素，且被它击中的后果非常严重还难以躲避，因而出名。为Gamasutra撰稿的伊恩·波哥斯特称呼此道具为「夺走确定性和威权的威胁」，认为此道具是「马力欧宇宙中存在感最强的元素」。评论者将即将通过终点线前被刺刺龜殼击中评价为马力欧卡丁车系列当中最令人沮丧的部分。而《马力欧卡丁车8》当中加入的可以摧毁刺刺龜殼的超级喇叭则被GameSpot的评论者称为该作中令人激动的新功能。
刺刺龜殼也得到了一些评论者的好评。Kotaku将其称为「伟大的平衡者」，指出刺刺龜殼是马力欧卡丁车系列中最令人讨厌的道具，但其实也是最精妙的道具，为领先的玩家提供了保持住优势的挑战，不让其感到无聊。此外，成功使用精准操作躲开刺刺龜殼的行为被《任天堂力量》评价为游戏中的「决定性时刻」；Kotaku的编者指出，玩家可以躲避、减轻刺刺龜殼的伤害，甚至反过来利用刺刺龜殼一事「真正展现了游戏的深度」。2017年7月，《卫报》的编者将刺刺龜殼列入「电子游戏历史上的11个最伟大的物品」之一，称其是「马力欧宇宙中最富争议的道具，为全世界各地的客厅带去沮丧、反责和愤怒」。任天堂在《瑪利歐賽車8》的限定版中附赠了一个刺刺龜殼玩具。玩家甚至围绕该道具展开竞速比赛——在最短的时间内得到刺刺龜殼、成为第一名，随后使用刺刺龜殼自己炸自己。
刺刺龜殼还在马力欧卡丁车系列之外出现。在《任天堂明星大乱斗3DS/Wii U》当中，刺刺龜殼作为道具出场，Kotaku称其在该游戏的出场让该道具更有趣；刺刺龜殼亦在《马里奥篮球 3对3》当中出场。
刺刺龜殼还引发了对社会的思考。伊恩·波哥斯特将此道具与美国社会相比，称刺刺龜殼的发展历程生动展现了互联网泡沫各时期的社会情景，“体现了美国的所有问题”。有人认为，刺刺龜殼可以解决社会的深层问题。在2021年，研究者指出刺刺龜殼这个平衡机制可以成为决策者制定经济决策时的参考，有助于建设更为平等的社会环境。不过，该说法引发了伊恩·波哥斯特的反对，认为其误解了刺刺龜殼的工作机理。

## 延伸阅读
- Epton, Nancy. . Cherwell. 2017-08-25  [2021-05-04]. （原始内容存档于2021-05-05） （英语）.
- Bell, Andrew Reid. . Nature Sustainability. 2021-02-15: 1–3. doi:10.1038/s41893-021-00685-8 （英语）.